# Volkswagenwerk Zwickau

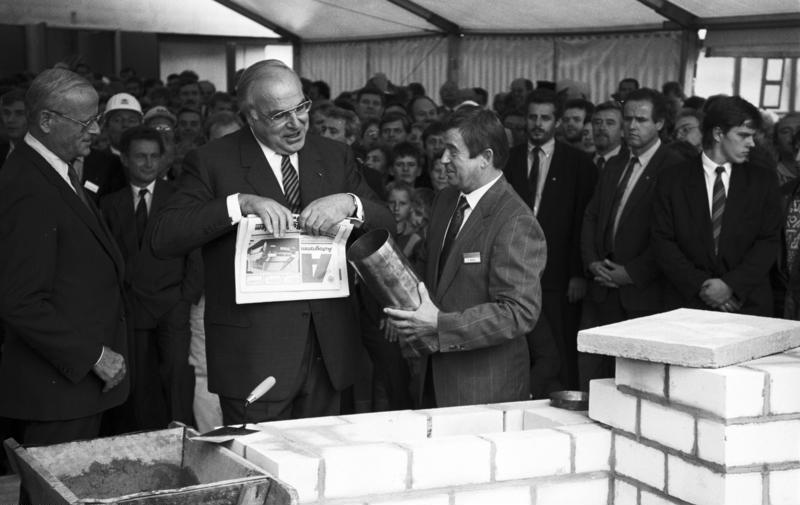
VW-directeur Carl H. Hahn en bondskanselier Helmut Kohl bij de eerstesteenlegging van Volkswagenwerk Mosel op 26 september 1990

Het Volkswagenwerk Zwickau is een carrosserie- en assemblagefabriek van Volkswagen in Saksen die op 26 september 1990 werd opgericht in wat nu het noordelijk gelegen stadsdeel Mosel van de stad Zwickau is en samen met het Motorenwerk Chemnitz en het Gläsernen Manufaktur Dresden deel uitmaakt van de vennootschap Volkswagen Sachsen GmbH waarvan het hoofdkwartier gevestigd is in Zwickau. In het voorjaar van 2019 had de fabriek in Zwickau ongeveer 8.000 werknemers en produceert sinds 27 juni 2020 geen voertuigen met verbrandingsmotor meer.

## Geschiedenis
Met de oprichting van de Horch- en Audi-fabrieken in respectievelijk 1904 en 1909 werd Zwickau de bakermat van de Saksische auto-industrie. Vanwege de traditie van autofabricage in de regio en het potentieel aan geschoolde arbeidskrachten was Volkswagen het eerste grote bedrijf in Duitsland dat besloot een nieuwe fabriek in Saksen te bouwen en daarbij grote sommen geld investeerde. Als gevolg hiervan vestigden andere bedrijven zich in de regio.
Al vanaf 1989, in de eerste fase van Die Wende werd de Trabant 1.1 met een viercilinder viertaktmotor, geproduceerd onder een VW-licentie, gebouwd in de noordelijke voorstad Mosel in Zwickau. De productie werd in 1991 gestaakt omdat de serieproductie van de VW Polo II al op 21 mei 1990 was begonnen in de Mosel-fabriek. Op 15 februari 1991 begon de productie van de Golf II parallel met de productie van de Polo, en de opvolgers werden tot medio 2020 in de fabriek in Zwickau geproduceerd. De voorstad Mosel werd in 1999 bij Zwickau gevoegd. De nieuwe fabrieksnaam Volkswagen-Fahrzeugwerk Zwickau werd officieel geïntroduceerd in 2007.
Sinds de start van de productie in 1990 zijn er in totaal ongeveer 3,7 miljoen Volkswagens geleverd. In 2010 verlieten dagelijks 1.350 voertuigen van de VW-modellen Golf en Passat de VW-fabriek. In 2010 werd een recordaantal van 250.000 voertuigen geproduceerd. Daarbij komen nog de carrosserieën voor de luxeklasse Phaeton en Bentley Continental GT. Van elk werden sinds 2001 zo'n 50.000 stuks geproduceerd. Carrosserieën voor de Bentley Bentayga worden sinds 2017 ook geproduceerd in de fabriek in Zwickau en carrosserieën voor de Lamborghini Urus sinds 2018.
Op 11 mei 2004 vond hier de viering plaats van de 100e verjaardag van de oprichting van A. Horch & Cie. Motorwagenwerke AG Zwickau. Hooggeplaatste personen uit de politiek en het bedrijfsleven eerden in hun toespraken de wetenschappelijke en technische prestaties van de autofabrikanten in Zuidwest-Saksen.
In 2018 werd de fabriek in Zwickau de eerste vestiging van de Volkswagen Group die volledig overschakelde op de productie van elektrische auto's. Op 4 november 2019 startte de officiële productie van de VW ID.3 als eerste model van de nieuwe generatie elektrische auto's van Volkswagen. Op 26 juni 2020 rolde het laatste voertuig met verbrandingsmotor (een Golf) na 116 jaar van de productielijn. Op 27 januari 2022 voltooide Volkswagen officieel de ombouw van de autofabriek in Zwickau. Zes volledig elektrische modellen rollen nu van de productielijnen - de VW ID.3, ID.4 en ID.5, de Audi Q4 e-tron, de Audi Q4 Sportback e-tron en de Cupra Born.
VW plant om tot 1.400 e-auto's per dag te produceren in de fabriek in Zwickau. De technische capaciteit van de fabriek is meer dan 300.000 e-auto's per jaar. In 2021 werden er 180.000 voertuigen geproduceerd in Zwickau. In 2022 rolden er 218.000 pure e-voertuigen van de productielijn. In 2023 bedroeg het productiecijfer 247.000 e-modellen.

## Geproduceerde modellen
| Afbeelding | Model                    | Periode               |
| ---------- | ------------------------ | --------------------- |
|            | VW ID.3                  | sinds 2020            |
|            | VW ID.4                  | sinds 27 januari 2022 |
|            | VW ID.5                  | sinds 27 januari 2022 |
|            | Cupra Born               | sinds 27 januari 2022 |
|            | Audi Q4 e-tron           | sinds 2021            |
|            | Audi Q4 Sportback e-tron | sinds 2021            |